# Sergitsi
La  isla de Sergitsi (en griego: Σεργίτσι), también llamada Sideritis (Σιδερίτης), es una pequeña isla griega deshabitada del mar Egeo que se encuentra al norte de la isla de Lemnos. La distancia más corta al cabo Agrilia (Ακρωτήριο Αγριλιά) es de aproximadamente 1,3 km. Administrativamente Sergitsi pertenece a la villa de Katalakko, en el municipio de Atsiki.

## Historia
En la antigüedad la isla era conocida con el nombre de Sideritis (Σιδερίτης). En 1284 Sergitsi pertenecía a la finca del monasterio Gomati en la bahía en Lemnos. El antiguo nombre Sergitzi (Σεργίτζη) hace referencia al nombre de un antiguo propietario. A principios del siglo XV la isla perteneció al gobernador de Lemnos y en 1448 pasó a ser propiedad del Monasterio de la Gran Laura en el monte Athos.
En un mapa del viajero italiano Cristoforo Buondelmonti del año 1418 la isla se muestra sin nombre. El cartógrafo turco Piri Reis citó la isla en dos tarjetas de los años 1521 y 1540 con el nombre de Köpek Adasi (Σκυλονήσι, Isla del Perro) y como Ğezìre-i-Kalb (Σιδερίτης, Siderita).

## Conservación
La isla es parte de la Red Natura 2000 GR 4110008, Lemnos - Islas e islotes (Νησίδες & Βραχονησίδες νήσου Λήμνου (Σεργίτσι-Διαβάτες-Κομπιο-Καστριά-Τηγάνι-Καρβαλάς-Πρασονήσι)) y junto con algunas pequeñas islas rocosas fue incluida por la presencia del halcón de Eleonor y la gaviota de Audouin en las Áreas importantes para la conservación de las aves ,GR 131 Islotes rocosos de la isla de Lemnos (Βραχονησίδες Νήσου Λήμνου), por BirdLife International.

## Mapa
- 213 Lemnos / Aghios Efstratios, 1:50.000 (Mapa). Road Editions. ISBN 960-8481-93-7.